# Jurij Pan'kiv
Jurij Mychajlovyč Pan'kiv (in ucraino Юрій Михайлович Паньків?; Leopoli, 3 novembre 1984) è un ex calciatore ucraino, di ruolo portiere.

## Palmarès

### Club

#### Competizioni nazionali
- Perša Liha: 1

Oleksandrija: 2010-2011